# Círculo Sáfico de Madrid
El Círculo Sáfico de Madrid fue una red de mujeres lesbianas intelectuales y de clase alta creada por Victorina Durán. El círculo jugó un papel social y cultural relevante para sus miembros en el contexto de invisibilidad y rechazo social de Madrid en los años veinte.

## Historia
La fundación del grupo pudo haber estado inspirada en otros similares que ya existían en Londres y París, y provino de los círculos feministas de la ciudad, específicamente la Residencia de Señoritas y el Lyceum Club Femenino. Aunque la palabra "lesbiana" ya estaba presente en el idioma español en 1870 y se usaba de forma intercambiable con "sáfica", no era una palabra que las lesbianas de la época pudieran usar de forma segura en Madrid para describirse a sí mismas.
La naturaleza clandestina de las reuniones y del grupo permitían a sus miembros poder disfrutar de un espacio seguro donde reunirse y tener tertulias, y poder explorar sus sentimientos e inclinaciones. No tenían una ubicación fija para no facilitar ser localizadas, pero a partir de 1935 comenzaron a reunirse en casa de Gabriela Mistral. El Círculo Sáfico llegó a su fin con el comienzo de la Guerra Civil en 1936, aunque el grupo siguió funcionando en el exilio por lo menos hasta 1945, con Victorina Durán, Elena Fortún y Rosa Chacel (simpatizante)entre aquellas que participaban en reuniones los sábados en Buenos Aires, y con Matilde Ras en contacto con las otras mujeres desde Lisboa. Rosa Chacel escribió una novela donde en parte y muy sutilmente se menciona este círculo, Acrópolis (1984). Más recientemente se han editado obras de miembros en las que se hace referencia al grupo, como Sucedió y Así es (2018), de Victorina Durán, y Oculto sendero (2016) y El pensionado de Santa Casilda (2022) de Elena Fortún.Otras mujeres pertenecientes a este círculo fueron Victoria Kent,Matilde Calvo Rodero eIrene Polo.
En 2024 se publicó la monografía El Círculo Sáfico. Lesbianismo y bisexualidad en el Madrid de principios del siglo XX, de la filóloga Paula Villanueva, la primera sobre el círculo.